# NGC 3311
NGC 3311 (другие обозначения — ESO 501-38, MCG -4-25-36, AM 1034-271, PGC 31478) — эллиптическая галактика в созвездии Гидра.
Этот объект входит в число перечисленных в оригинальной редакции «Нового общего каталога».
NGC 3311 — ярчайшая галактика скопления. В ней наблюдаются характерные градиенты поглощения магния
Галактика NGC 3311 входит в состав группы галактик NGC 3311. Помимо NGC 3311 в группу также входят ещё 18 галактик.